# Frankenfeld
Frankenfeld is een gemeente in de Duitse deelstaat Nedersaksen. De gemeente maakt deel uit van de Samtgemeinde Rethem/Aller in het Landkreis Heidekreis. Frankenfeld telt 528 inwoners.
De gemeente bestaat uit drie kleine dorpen, te weten Frankenfeld, Hedern en Bosse. 
De dorpjes bestaan reeds sinds de middeleeuwen, mogelijk zelfs al sedert de tijd van Karel de Grote. Bekend is, dat een geslacht von Honstedt hier reeds in 1360 woonde.

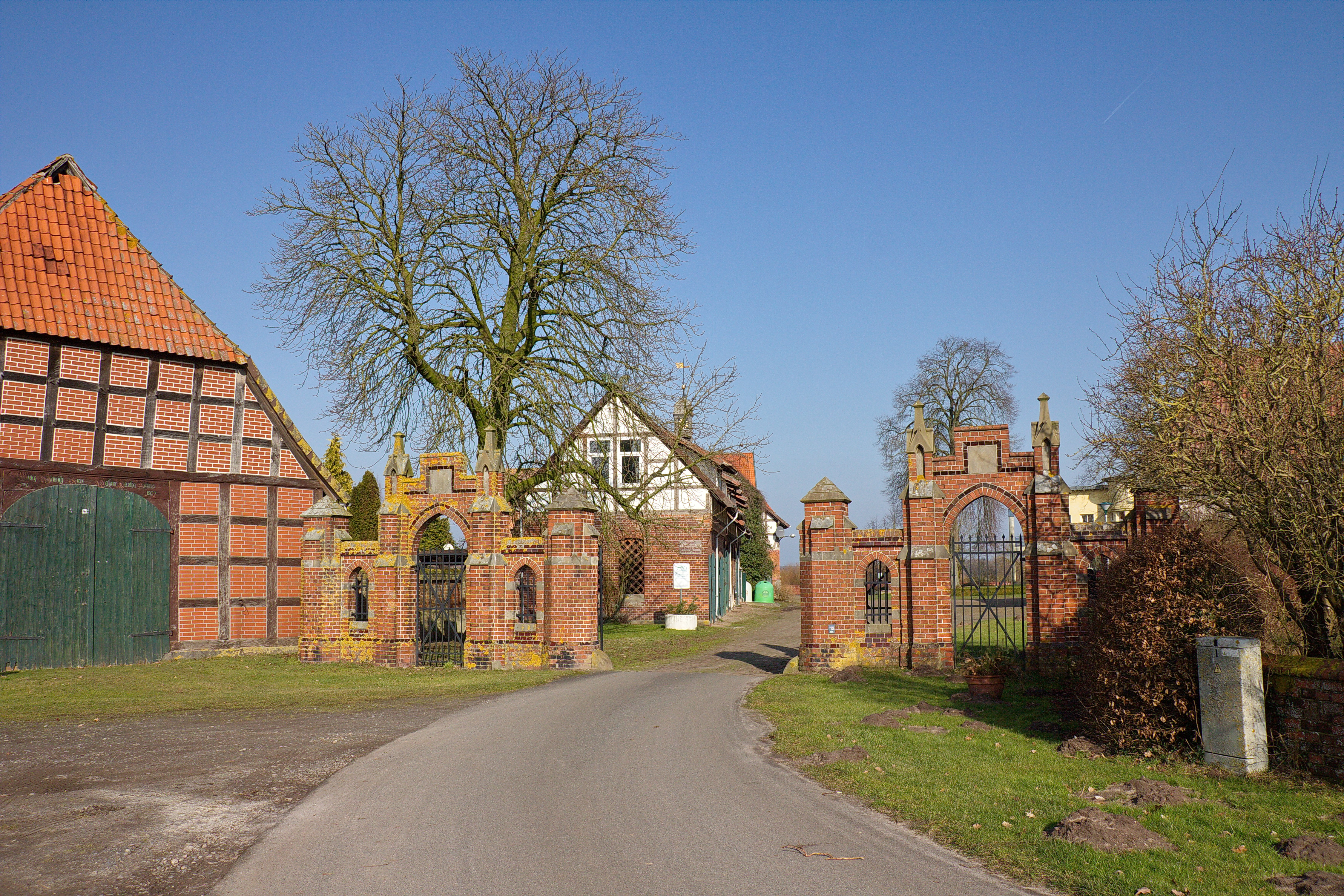
Rittergut Frankenfeld (landgoedcamping)

Frankenfeld ligt aan een meander van de Aller. Bij Bosse mondt de Böhme in de Aller uit.
Voornaamste middel van bestaan is het toerisme. De gemeente telt enige campings, waarvan één op het oude landgoed (Rittergut) Frankenfeld. 
- Virtual International Authority File: 240525187

Ahlden · 
Bad Fallingbostel · 
Bispingen · 
Böhme · 
Bomlitz · 
Buchholz · 
Eickeloh · 
Essel · 
Frankenfeld · 
Gilten · 
Grethem · 
Hademstorf · 
Häuslingen · 
Hodenhagen · 
Lindwedel · 
Munster · 
Neuenkirchen · 
Osterheide · 
Rethem (Aller) · 
Schneverdingen · 
Schwarmstedt · 
Soltau · 
Walsrode · 
Wietzendorf